# Beth Mead
Bethany Jane Mead (Whitby, Inglaterra; 9 de mayo de 1995) es una futbolista inglesa. Juega como delantera y su equipo actual es el Arsenal Women Football Club de la FA Women's Super League de Inglaterra. También juega para la Selección del Inglaterra. En 2022 fue nombrada Miembro de la Orden del Imperio Británico (MBE).

## Carrera
Mead comenzó su carrera juvenil en California Girls FC antes de unirse al Middlesbrough WFC a los 10 años, antes de mudarse a Sunderland a los 16 años.

### Sunderland (2011-2017)
En su primera temporada anotó 23 goles en la misma cantidad de juegos, y terminó la temporada con 29 goles en todas las competiciones, seguida de 30 goles en 28 partidos la temporada siguiente y 15 goles en la temporada 2014 de la FA WSL para llevar al Sunderland a ascender a WSL 1. Aunque Mead se volvió profesional en la promoción de Sunderland, resolvió terminar su último año en la Universidad. También aceptó trabajar como camarera en un pub local.durante la temporada baja, como cortesía a los propietarios que anteriormente le habían proporcionado fondos de patrocinio.
En su primer partido en el nivel superior, Mead anotó en el choque de Sunderland por 2-1 sobre el campeón reinante Liverpool. El 19 de julio de 2015, Mead anotó un hat-trick contra los líderes de la liga Chelsea, convirtiéndola en la mejor anotadora de la liga con ocho goles. Esa misma semana, tuvo un accidente de coche en el cual el coche dio tres vueltas sobre sí mismo. Al final de temporada, fue la máxima anotadora de ese año con 12 goles en 14 partidos. En total, tiene 78 apariciones para el club y 77 goles.

### Arsenal (2017-)

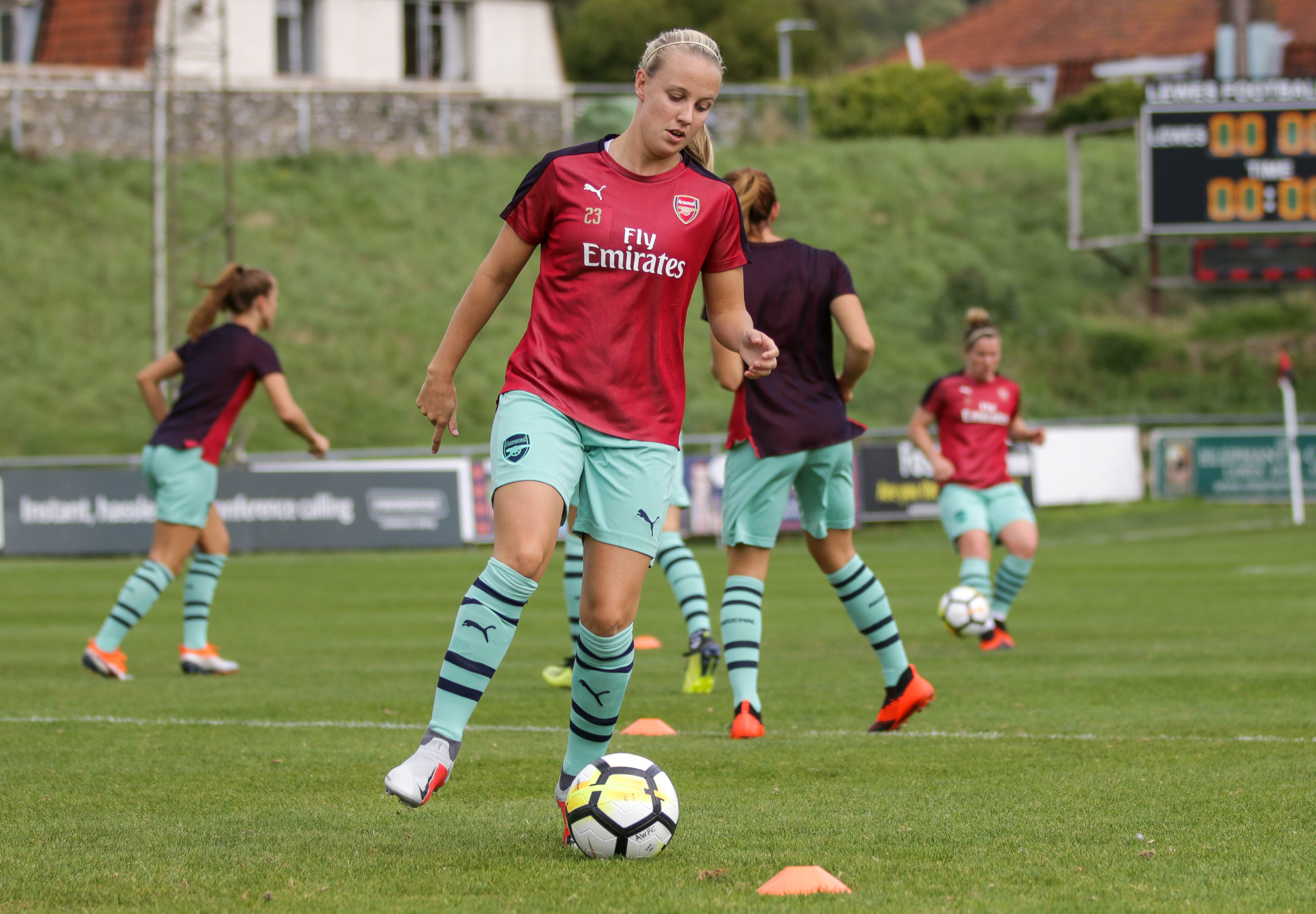
Mead calentando antes de un partido con el Arsenal

El 24 de enero de 2017, se anunció que el Arsenal había firmado con Mead un contrato de tiempo completo no revelado. Con la llegada de la delantera holandesa Vivianne Miedema al club ese mismo año, Mead tuvo que adaptarse a jugar de extremo.
En 2018, ganó la FA WSL Cup y acabó la temporada 2017-18 como máxima goleadora del Arsenal con 8 goles. También fue nombrada Jugadora del Año por el club.
En la siguiente temporada, Mead y Miedema se convirtieron en el dúo con más goles, combinándose nueve veces para anotar. La inglesa batió el récord de asistencias en una sola temporada, coronándose con 12 asistencias. En abril de 2019, el Arsenal ganó la FA WSL.
En noviembre de 2019, Mead firmó un contrato de larga duración.
El 15 de diciembre de 2019, sufrió una lesión en el último partido del año contra el Everton. Tres días más tarde se anunció que Mead había sufrido un hematoma óseo.
El 13 de febrero de 2020, Mead sufrió una lesión en el ligamento colateral tibial en un partido de liga contra el Liverpool.

### Clubes
| Club       | País       | Año         |
| ---------- | ---------- | ----------- |
| Sunderland | Inglaterra | 2011 - 2017 |
| Arsenal    | Inglaterra | 2017 -      |

## Carrera internacional

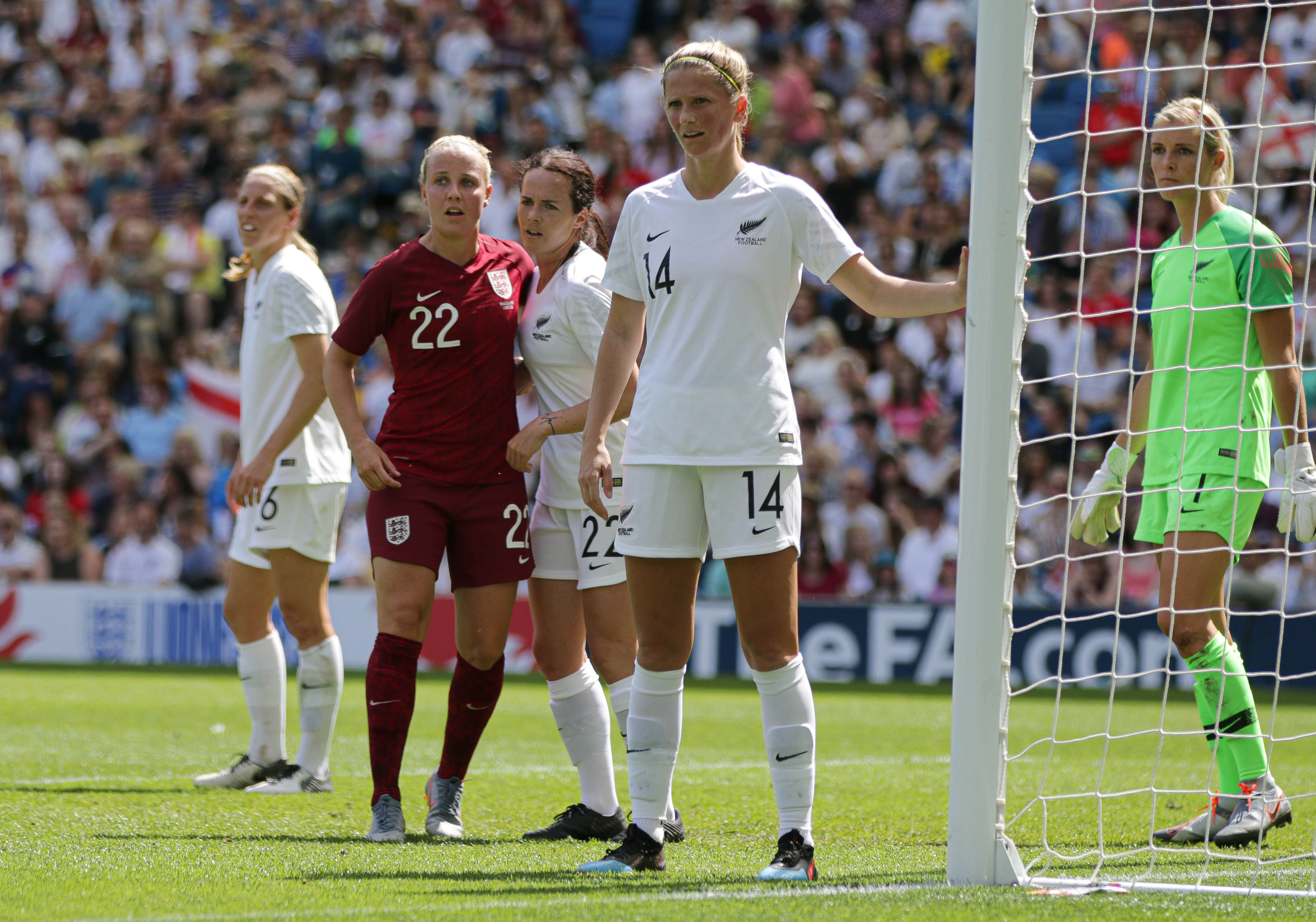
Beth Mead (rojo) con la Selección de Inglaterra

### Categorías inferiores
- Selección Sub-15 (2010): 2 apariciones y 2 goles
- Selección Sub-17 (1010): 3 apariciones y 2 goles
- Selección Sub-19 (2012-2014): 15 apariciones y 5 goles
- Selección Sub-20 (2014): 3 apariciones y 1 gol
- Selección Sub-23 (2015-2019): 5 apariciones y 2 goles

Con la Selección Sub-20 participó en la Copa Mundial Sub-20 2014, donde anotó un gol de largo alcance contra México.

### Selección absoluta
En abril de 2018, Mead hizo su debut para la Selección absoluta de Inglaterra como suplente en un partido de la clasificación para la Copa Mundial 2019 contra Gales en Southampton. Comenzó su primer partido en septiembre de 2018, anotando dos veces en la victoria de Inglaterra por 6-0 sobre Kazajistán en Pavlodar.
En 2019, formó parte del equipo en la Copa SheBelieves. En el partido contra Brasil, marcó un gol desde fuera del área que le dio la victoria a Inglaterra. Tras ganar dos partidos y empatar uno, quedaron de primeras.
Mead fue seleccionada para representar en el Mundial 2019 a Inglaterra. Jugó 5 partidos y dio 3 asistencias.

### Goles internacionales
As of match played 12 November 2019. England score listed first, score column indicates score after each Mead goal.
| N.º | Fecha                   | Lugar                                                       | Rival           | Gol | Resultado | Competición                           |
| --- | ----------------------- | ----------------------------------------------------------- | --------------- | --- | --------- | ------------------------------------- |
| 1   | 4 de septiembre de 2018 | Ortalik Stadion, Pavlodar, Kazajistán                       | Kazajistán      | 1–0 | 6–0       | Clasificación para el Mundial de 2019 |
| 2   | 4 de septiembre de 2018 | Ortalik Stadion, Pavlodar, Kazajistán                       | Kazajistán      | 5–0 | 6–0       | Clasificación para el Mundial de 2019 |
| 3   | 27 de febrero de 2019   | Talen Energy Stadium, Chester, Estados Unidos               | Brasil          | 2–1 | 2–1       | Copa SheBelieves 2019                 |
| 4   | 5 de marzo de 2019      | Raymond James Stadium, Tampa, Estados Unidos                | Japón           | 3–0 | 3–0       | Copa SheBelieves 2019                 |
| 5   | 9 de abril de 2019      | County Ground, Swindon, Inglaterra                          | España          | 1–0 | 2–1       | Amistoso                              |
| 6   | 29 de agosto de 2019    | Den Dreef, Heverlee, Bélgica                                | Bélgica         | 2–0 | 3–3       | Amistoso                              |
| 7   | 8 de octubre de 2019    | Estádio do Bonfim, Setúbal, Portugal                        | Portugal        | 1–0 | 1–0       | Amistoso                              |
| 8   | 12 de noviembre de 2019 | Stadion Střelecký ostrov, České Budějovice, República Checa | República Checa | 2–1 | 3–2       | Amistoso                              |

## Estadísticas
Actualizado a los partidos jugados el 9 de mayo de 2021
| Temporada        | Club             | Competición      | Liga     | Liga  | Copas    | Copas | Copas Internacionales | Copas Internacionales | Total    | Total |
| Temporada        | Club             | Competición      | Partidos | Goles | Partidos | Goles | Partidos              | Goles                 | Partidos | Goles |
| ---------------- | ---------------- | ---------------- | -------- | ----- | -------- | ----- | --------------------- | --------------------- | -------- | ----- |
| 2014             | Sunderland       | WSL 2            | 15       | 13    | 5        | 2     | –                     | –                     | 20       | 15    |
| 2015             | Sunderland       | WSL 1            | 14       | 12    | 5        | 2     | –                     | –                     | 19       | 14    |
| 2016             | Sunderland       | WSL 1            | 16       | 5     | 3        | 1     | –                     | –                     | 19       | 6     |
| Total de club    | Total de club    | Total de club    | 45       | 30    | 13       | 5     | -                     | -                     | 58       | 35    |
| Spring Series    | Arsenal          | WSL 1            | 5        | 1     | –        | –     | –                     | –                     | 5        | 1     |
| 2017–18          | Arsenal          | WSL 1            | 17       | 9     | 8        | 7     | –                     | –                     | 25       | 17    |
| 2018–19          | Arsenal          | WSL 1            | 19       | 7     | 6        | 1     | –                     | –                     | 27       | 13    |
| 2019–20          | Arsenal          | WSL 1            | 14       | 3     | 8        | 4     | 5                     | 1                     | 27       | 8     |
| 2020–21          | Arsenal          | WSL 1            | 21       | 4     | 3        | 2     | —                     | —                     | 24       | 6     |
| Total de club    | Total de club    | Total de club    | 76       | 24    | 30       | 16    | 4                     | 0                     | 110      | 40    |
| Total de carrera | Total de carrera | Total de carrera | 121      | 54    | 43       | 21    | 4                     | 0                     | 168      | 75    |

## Palmarés

### Sunderland
- FA WSL 2: 2014
- Women's Premier League: 2011–12, 2012–13
- Copa de la Premier League Femenina: 2011–12

### Arsenal
- League Cup: 2017-18, 2022-23, 2023-24
- FA WSL: 2018-19
- Liga de Campeones Femenina de la UEFA: 2024-25

### Inglaterra
- Eurocopa Femenina: 2022, 2025

### Individual
- Bota de Oro de la WSL 1: 2015
- Jugadora Joven Internacional del Año: 2015, 2018
- Jugadora Joven del Año de la PFA: 2016
- Jugadora del Año de FSF: 2018

## Vida privada
Al mismo tiempo que jugaba con el Sunderland, Mead estudió un grado en Sport Development en la Universidad del Teesside. También formaba parte del Programa para deportistas de Élite de la universidad. Se graduó en julio de 2017.

## We Play Strong
Mead se unió al proyecto We Play Strong en febrero de 2020. Esta es una campaña en las redes sociales creada en 2018 para hacer el fútbol el deporte más jugado por mujeres en 2020. Junto con Lisa Evans, Sarah Zadrazil, Eunice Beckmann, Laura Feiersinger, Patronella Ekroth y Shanice van de Sanden, comparte vídeos relacionados con el fútbol para promocionar el deporte.